# Close ratio
Close ratio is de naam voor een versnellingsbak voor sportmotoren en -auto's, waarbij de versnellingen zeer kort op elkaar aansluiten. Dit maakt soms wel een lange 1e (en 2e) versnelling noodzakelijk.
Een close ratio versnellingsbak wordt gebruikt in combinatie met een hoog koppel in een klein toerenbereik. Hiermee kan hoge eindsnelheden worden behaald. 
Wanneer het koppel over een groter toerenbereik wordt uitgespreid, wordt een "wide ratio" versnellingsbak gebruikt. Hierbij daalt de topsnelheid maar het bevorderd de acceleratie.